# Прудки (Хабаровский край)
Прудки́ — село в районе имени Лазо Хабаровского края России. Входит в состав Полётненского сельского поселения.

## География
Село Прудки стоит на правом берегу реки Кия, до правого берега реки Хор около 4 км.
Дорога к селу Прудки идёт на юго-восток от районного центра посёлка Переяславка через сёла Екатеринославка, Георгиевка, Петровичи и Полётное.
Расстояние до Переяславки около 53 км.
От села Прудки на юго-восток дорога идёт к сёлам Кия, Бичевая, Третий Сплавной Участок, Кутузовка.

## Население
| 1992 | 2002 | 2010 | 2011 | 2012 | 2021 |
| ---- | ---- | ---- | ---- | ---- | ---- |
| 210  | ↘165 | ↘128 | →128 | ↗130 | ↘126 |

## Улицы
| - пер. Гаражный, - ул. Зелёная, - ул. Лесопильная, | - ул. Набережная, - ул. Центральная, - ул. Юбилейная. |

## Экономика
Жители занимаются сельским хозяйством.